# Telamonia vidua
Telamonia vidua là một loài nhện trong họ Salticidae.
Loài này thuộc chi Telamonia. Telamonia vidua được Henry Roughton Hogg miêu tả năm 1915.